# Glottiphyllum surrectum
Glottiphyllum surrectum és una espècie de planta suculenta, de la família de les aïzoàcies (Aizoaceae).

## Morfologia
G. surrectum és una petita suculenta que forma mates, amb tiges curtes i fulles erectes i esveltes, que fa fins a 15 cm d'alçada. Les rosetes tenen una superfície de fins a 8 cm de diàmetre i tenen tres parells de fulles disposades en creu. Les fulles són de color verd brillant i es tornen de color verd fosc o fins i tot d'un vermell intens (quasi negre per a algunes plantes) a ple sol. Tenen puntes lleugerament punxegudes. Les flors són grogues i apareixen a la tardor.
La càpsula de la llavor és arrodonida i elevada a la part superior (vàlvules altes i vora baixa), amb una base dura, llenyosa (no esponjosa), i sense ales de vàlvula ni arestes.
Aquesta espècie és molt semblant al seu parent proper Glottiphyllum cruciatum.

## Distribució i hàbitat
Glottiphyllum surrectum és originària de les zones àrides del Petit Karoo a la província sud-africana del Cap Occidental, entre els 800 fins als 1100 d'alçada.

## Taxonomia
Glottiphyllum surrectum va ser descrita per L. Bolus i publicat a Mem. Bot. Surv. South Africa 2(1–2): 1–152(pt. 1), 1–270(pt. 2), a l'any 1987.
Etimologia
Glottiphyllum: nom genèric que prové del grec "γλωττίς" (glotis = llengua) i "φύλλον" (phyllos =fulla).
surrectum: epítet llati que significa "alçat, aixecat".
Sinonímia
- Mesembryanthemum surrectum Haw. (1821)
- Glottiphyllum arrectum N.E.Br. (1922)
- Glottiphyllum concavum N.E.Br.
- Glottiphyllum parvifolium L.Bolus (1931)
- Glottiphyllum rubrostigma L.Bolus (1929)[1][6]